# Асиметрија (филм)
„Асиметрија“ је српски играни филм из 2019. године. Филм је режирала Маша Нешковић, која је такође написала и сценарио заједно са Владимиром Арсенијевићем. Нешковић је ово први дугометражни филм.
Филм је премијерно приказан на 43. Међународном филмском фестивалу у Сао Паулу. У Србији је премијерно приказан 23. новембра 2019. на Фестивалу ауторског филма у Београду.

## Радња
Девојка и дечко заједно проводе последње дане лета, док се приближава дан када ће девојка морати да напусти земљу. Млада жена и млади човек се неочекивано упознају слушајући једно друго кроз танке зидове старе зграде. Жена и човек се разводе након 20 година брака. Како се наратив развија, приказије се шира слика само једног пара - једног пара у три кључна момента у њиховом животу.

## Улоге
| Глумац               | Улога           |
| -------------------- | --------------- |
| Дарија Лоренци       | Вера            |
| Уликс Фехмиу         | Владимир        |
| Мира Јањетовић       | Оља             |
| Младен Совиљ         | Иван            |
| Матеја Пољчић        | Пец             |
| Лола Витасовић       | Лола            |
| Дубравка Ковјанић    | Лолина мама     |
| Милица Стефановић    | Лолина тетка    |
| Тамара Крцуновић     | Тамара          |
| Љубомир Бандовић     | Мирко           |
| Милица Јаневски      | Неговатељица    |
| Момо Пићурић         | Владимиров отац |
| Горан Славић         | Млађин хирург   |
| Борис Младеновић     | Пецов тата      |
| Александар Стојковић | Пацијент        |
| Мак Флатз            | Дечак из воде   |

## Награде
- 2019 - Награда „Марко Глушац“ за најбољу монтажу[3]
- 2020 - Међународни филмски фестивал РиверРан, награда за најбољег редитеља[4]
- 2020 - Међународни филмски фестивал РиверРан, награда за најбољу фотографију[4]
- 2020 - Фестивал светског филма у Сиднеју, награда за најбољи играни филм[5]